# 大巴赫河 (錫爾河支流)
47°06′50″N 8°46′52″E / 47.11393°N 8.78111°E

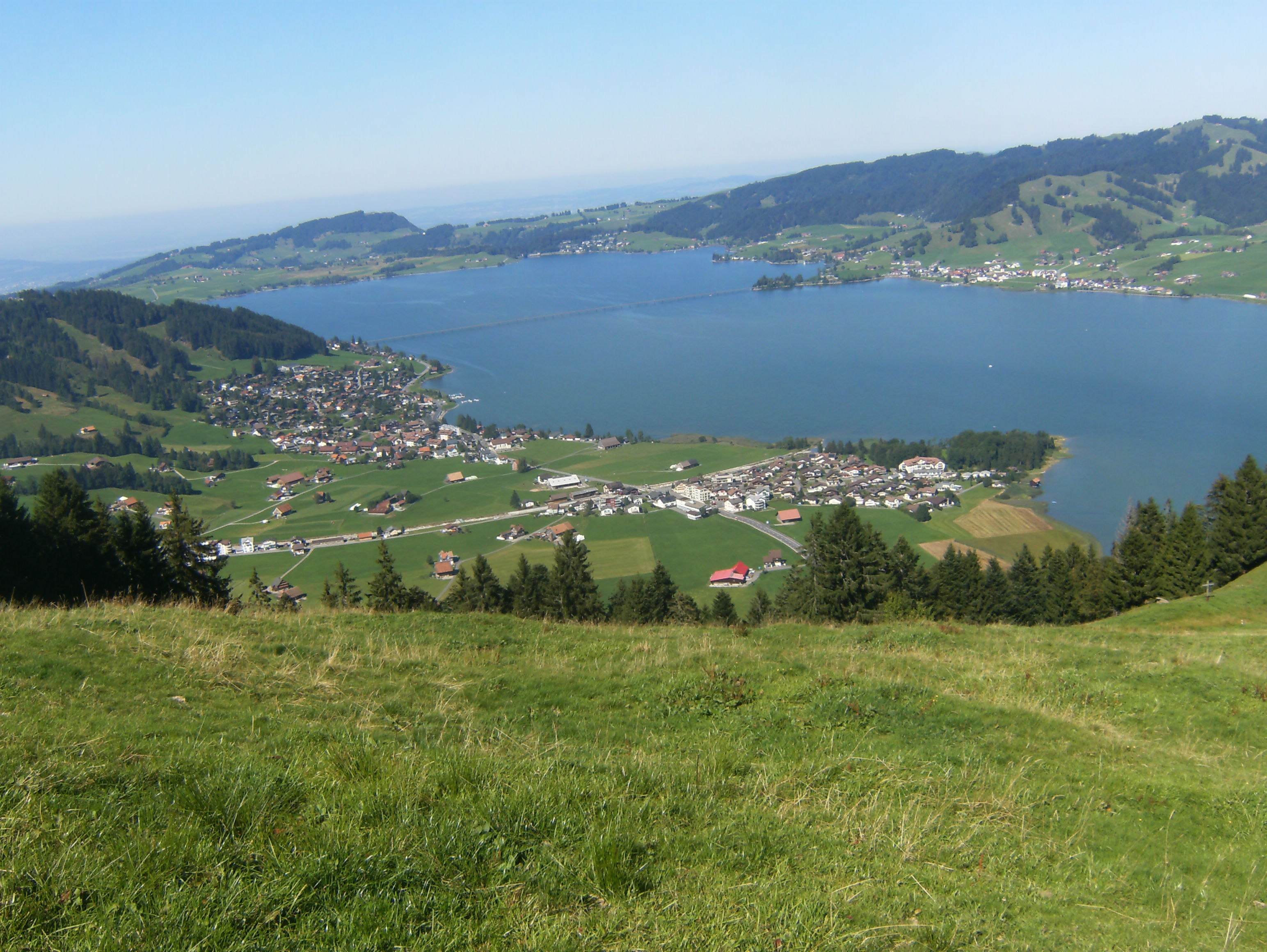

大巴赫河是瑞士的河流，位於該國中部，流經施維茨州，屬於錫爾河的支流，河道全長7.2公里，流域面積10.6平方公里，最終注入錫爾湖。